# Freda Payne
Freda Charcilia Payne (Detroit, 19 september 1942) is een Amerikaanse zangeres en actrice. Zij is de oudere zus van Scherrie Payne van The Supremes.

## Carrière
Freda Payne begon haar zang- en acteercarrière in 1963. Haar internationale doorbraak kwam in 1970 met haar miljoenenhit Band of Gold, die ook in Nederland en België een succes was. Ze gold als het boegbeeld van het platenlabel Invictus dat was opgericht door Brian Holland, Lamont Dozier en Eddie Holland. Deze liedjesschrijvers en producenten hadden het label Motown verlaten om voor zichzelf te beginnen. Omdat ze geen artiesten mochten meenemen met wie ze voor Motown grote successen hadden behaald (onder wie The Supremes, de Four Tops en Martha & The Vandellas) contracteerden ze onder meer de zusters Payne, die ze nog van school kenden. Na Band of Gold had Freda nog een aantal hits voor Invictus, waarvan de tegen de Vietnamoorlog gerichte protestsong Bring the Boys Home opnieuw een miljoenenverkoop opleverde.
In 1973 verliet ze het inmiddels noodlijdende label en maakte opnamen voor andere labels, maar het commerciële succes werd niet meer zo groot als met Invictus. Ze bleef echter populair als een veelzijdig artieste, trad op in musicals en films en presenteerde een talkshow op TV. Ze treedt nog steeds op, soms ook met haar zuster Scherrie, en nam in 2011 het duet Saving a Life op met Cliff Richard voor zijn album Soulicious.

## Discografie

### Studioalbums
- 1963 : After the Lights Go Down Low and Much More!
- 1966 : How Do You Say I Don't Love You Anymore
- 1970 : Band of Gold
- 1971 : Contact
- 1973 : Reaching Out
- 1974 : Payne & Pleasure
- 1975 : Out of Payne Comes Love
- 1977 : Stares and Whispers
- 1978 : Supernatural High
- 1979 : Hot
- 1996 : Christmas With Freda and Friends
- 2001 : Come See About Me
- 2007 : On the Inside

### Concertregistraties
- 1996 : An Evening With Freda Payne: Live in Concert
- 1999 : Live in Concert

### Compilatiealbums
- 1972 : The Best of Freda Payne
- 1991 : Greatest Hits
- 2000 : Lost in Love
- 2000 : Band of Gold: The Best of Freda Payne
- 2001 : Unhooked Generation: The Complete Invictus Recordings
- 2002 : The Best of Freda Payne: Ten Best Series

- Biblioteca Nacional de España: XX1063006
- Bibliothèque nationale de France: cb13973314t (data)
- Gemeinsame Normdatei: 135228638
- International Standard Name Identifier: 0000 0001 1453 276X
- Library of Congress Control Number: n92099084
- MusicBrainz: 6d1a5b3d-730c-4b10-b83d-ef2c98ce86f3
- Nederlandse Thesaurus van Auteursnamen: 100262597
- SNAC: w6gt69t6
- Système universitaire de documentation: 250656590
- Virtual International Authority File: 100232864
- WorldCat: E39PBJqbpqVT63MHxhxWRWjHmd